# Struthers (Ohio)
Pour les articles homonymes, voir Struthers.
Struthers est une ville américaine située dans le comté de Mahoning, dans l'Ohio. Selon le recensement de 2010, sa population est de 10 713 habitants.